# اسپیرو دبارسکی
اسپیرو دبارسکی (بلغاری: Спиро Дебърски؛ زادهٔ ۸ دسامبر ۱۹۳۳) بازیکن فوتبال اهل بلغارستان است.
از باشگاه‌هایی که در آن بازی کرده است می‌توان به باشگاه فوتبال لوکوموتیو صوفیه اشاره کرد.
وی همچنین در تیم ملی فوتبال بلغارستان بازی کرده است.